# Warner Bros. Movie World Australia
Warner Bros. Movie World Australia est un parc à thème situé à Gold Coast en Australie. Tout comme Sea World et le parc aquatique Wet'n'Wild Water World, il fait partie de Village Roadshow Theme Parks, la division parcs de Village Roadshow qui a succédé à Time Warner. Le parc est ouvert depuis le 3 juin 1991.

## Histoire
La construction du parc débuta en 1989 d'après les plans de C.V. Wood, qui fut également responsable de ceux du parc Six Flags Over Texas. Le parc ouvrit ses portes officiellement le 3 juin 1991 par Wayne Goss le Premier ministre du Queensland de l'époque.
En 1992, le parc ouvre une nouvelle attraction : Batman Adventure: The Ride.
Il faudra cependant attendre 1995 pour que le parc ouvre Lethal Weapon - The Ride son premier parcours de montagnes russes sur le thème du film L'Arme fatale.
En 1997, le Village Looney Tunes fut ajouté afin d'élargir son offre à toute la famille. Cette même année, Marvin the Martian in 3D ouvrit dans le Roxy Theatre.
En 1998, le parc ouvre des bûches de Hopkins Rides nommées Wild Wild West et basées sur le film du même nom. L'attraction a depuis été renommée Wild Wild West Falls quand la licence du film prit fin.
En 2000, le parc accueillit les premières montagnes russes junior d'Australie : le Road Runner Roller Coaster.
En 2001, le parc célébra son dixième anniversaire et transforma cette année Batman Adventure: The Ride en Batman Adventure 2.
En 2002, les nouvelles montagnes russes Scooby-Doo Spooky Coaster furent ouvertes de manière à coïncider avec la sortie du film Scooby-Doo.
Après le succès de la saga Matrix, le parc ouvrit en 2003 un walkthrough sur ce thème.
En 2005, le Roxy Theatre arrêta de diffuser Marvin the Martian in 3D qui céda sa place au film Shrek 4-D ajoutant des effets spéciaux dans la salle (sièges mobiles, eau, vent, ...) et en faire ainsi une attraction 4 Dimension. Le 26 décembre 2005, le parc ouvrit ses quatrièmes montagnes russes : Superman Escape.
En 2006, Batwing Spaceshot, un Space Shot de 61 mètres de haut (mais avec une chute de 56 mètres), fut construit par S&S Worldwide.
En 2008 Le Police academy stunt show a été remplacé par Hollywood stunt drivers et un toit a été installé au-dessus de la rue principale du parc.

## Le parc d'attractions

### Les montagnes russes
| Nom de l'attraction                       | Type                                   | Constructeur  | Année |
| ----------------------------------------- | -------------------------------------- | ------------- | ----- |
| DC Rivals HyperCoaster                    | Hyper montagnes russes                 | Mack Rides    | 2017  |
| Flash: Speed Force                        | Montagnes russes navette tournoyante   | Intamin       | 2024  |
| Flight of the Wicked Witch                | Montagnes russes à véhicules suspendus | Vekoma        | 2024  |
| Green Lantern Coaster                     | Acier / El Loco                        | S&S Worldwide | 2011  |
| Road Runner Roller Coaster                | montagnes russes assises junior        | Vekoma        | 2000  |
| Scooby-Doo Spooky Coaster Next Generation | Wild Mouse                             | Mack Rides    | 2002  |
| Superman Escape                           | Montagnes russes lancées               | Intamin       | 2005  |

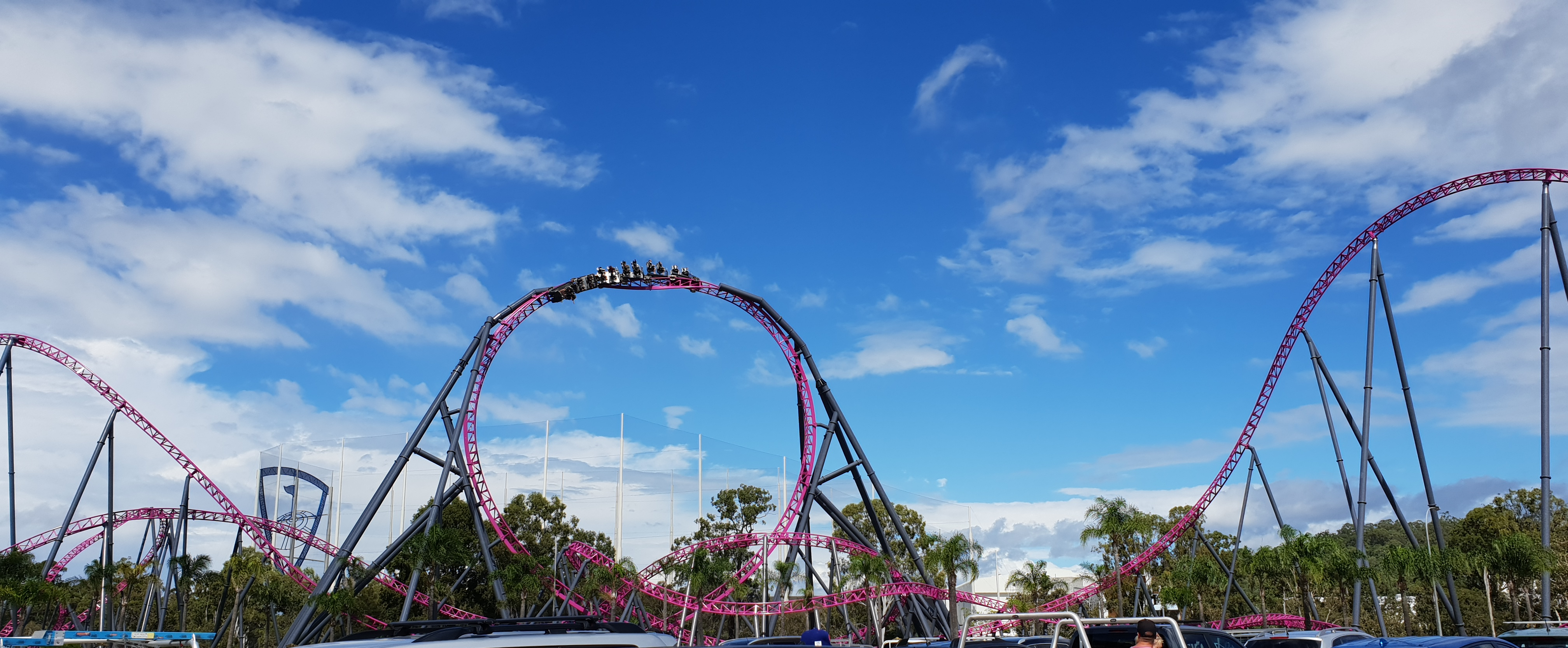
DC Rivals HyperCoaster
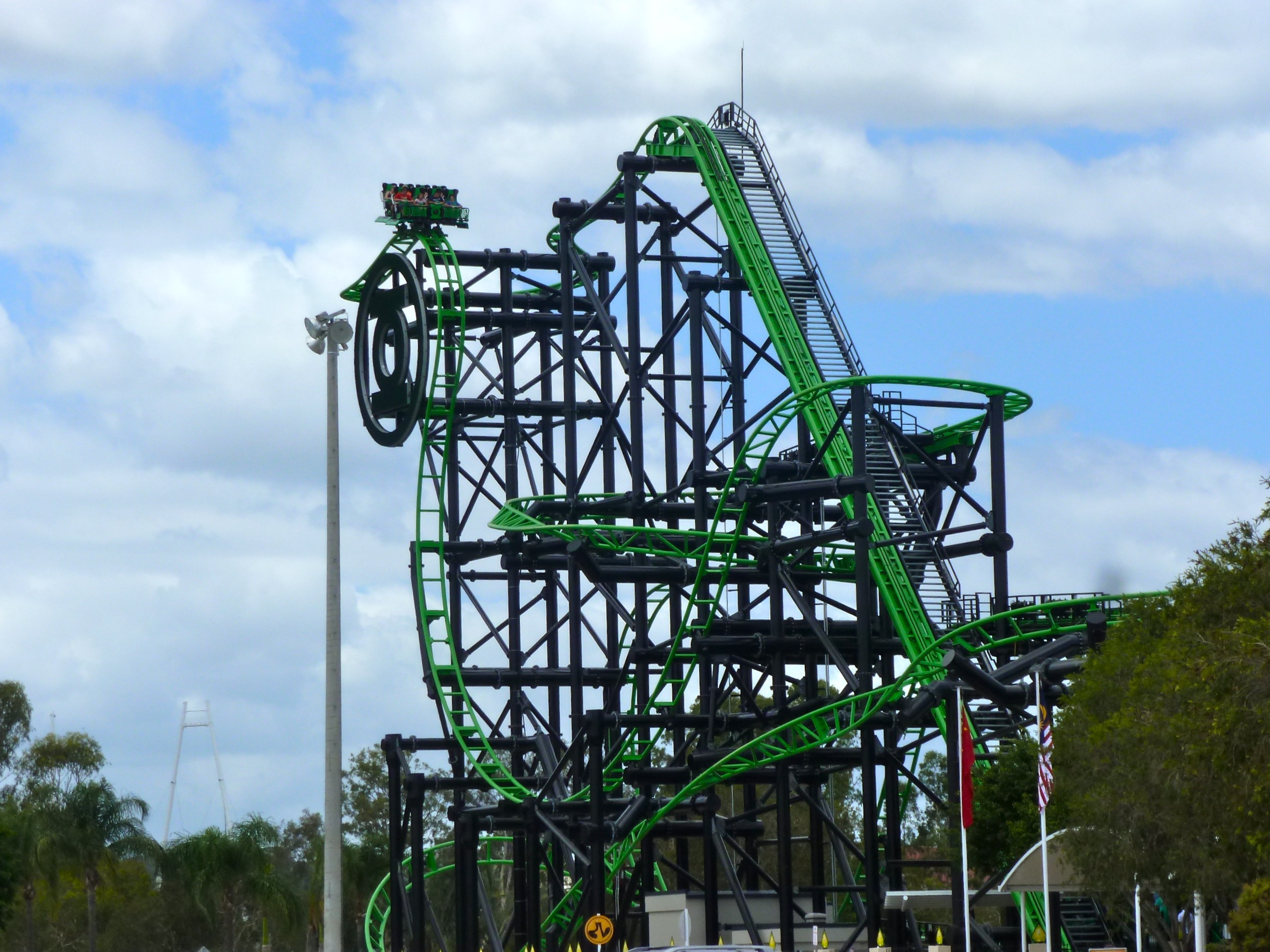
Green Lantern Coaster
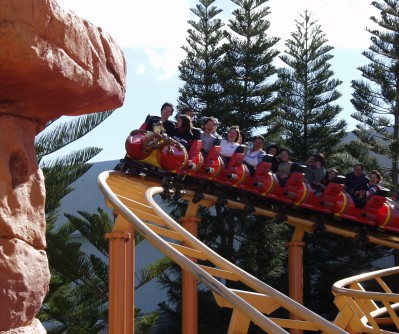
Road Runner Roller Coaster
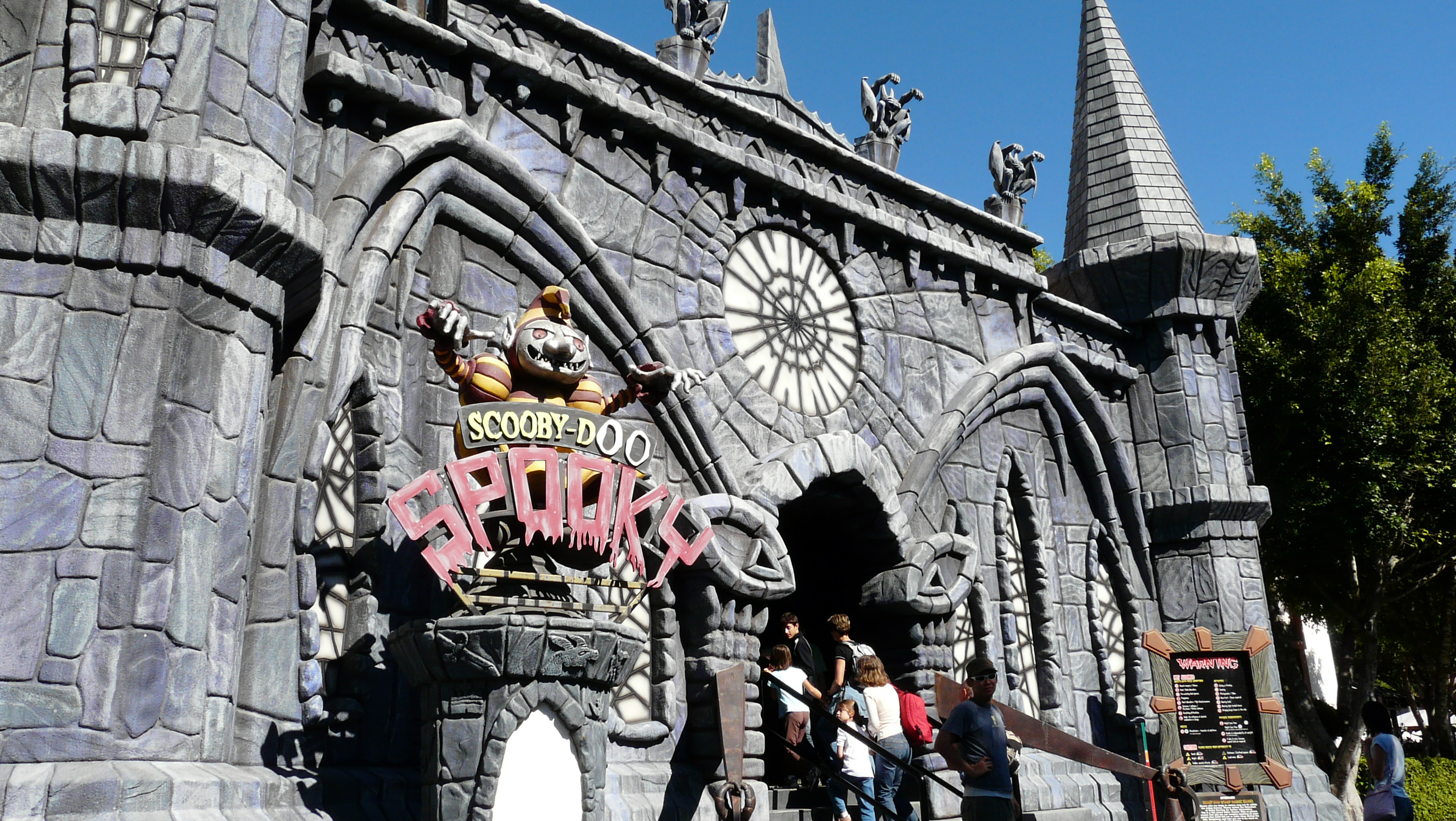
Scooby-Doo Spooky Coaster
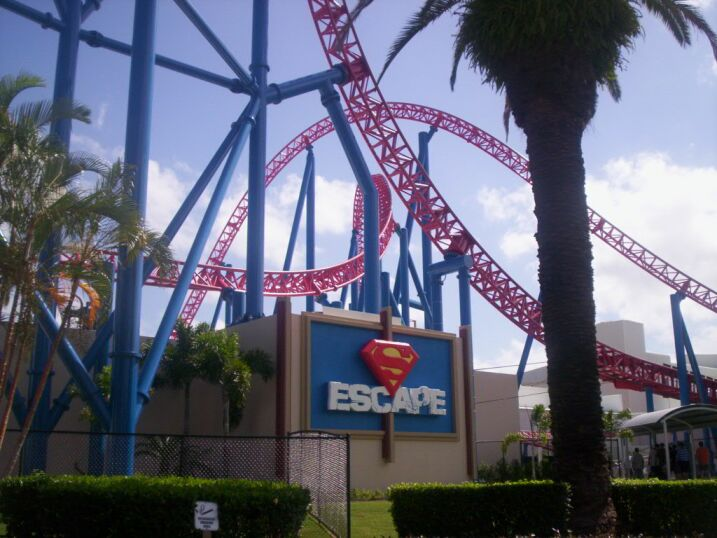
Superman Escape

| Nom de l'attraction           | Type                       | Constructeur | Année d'ouverture | Année de fermeture |
| ----------------------------- | -------------------------- | ------------ | ----------------- | ------------------ |
| Arkham Asylum – Shock Therapy | Montagnes russes inversées | Vekoma       | 1995              | 2019               |

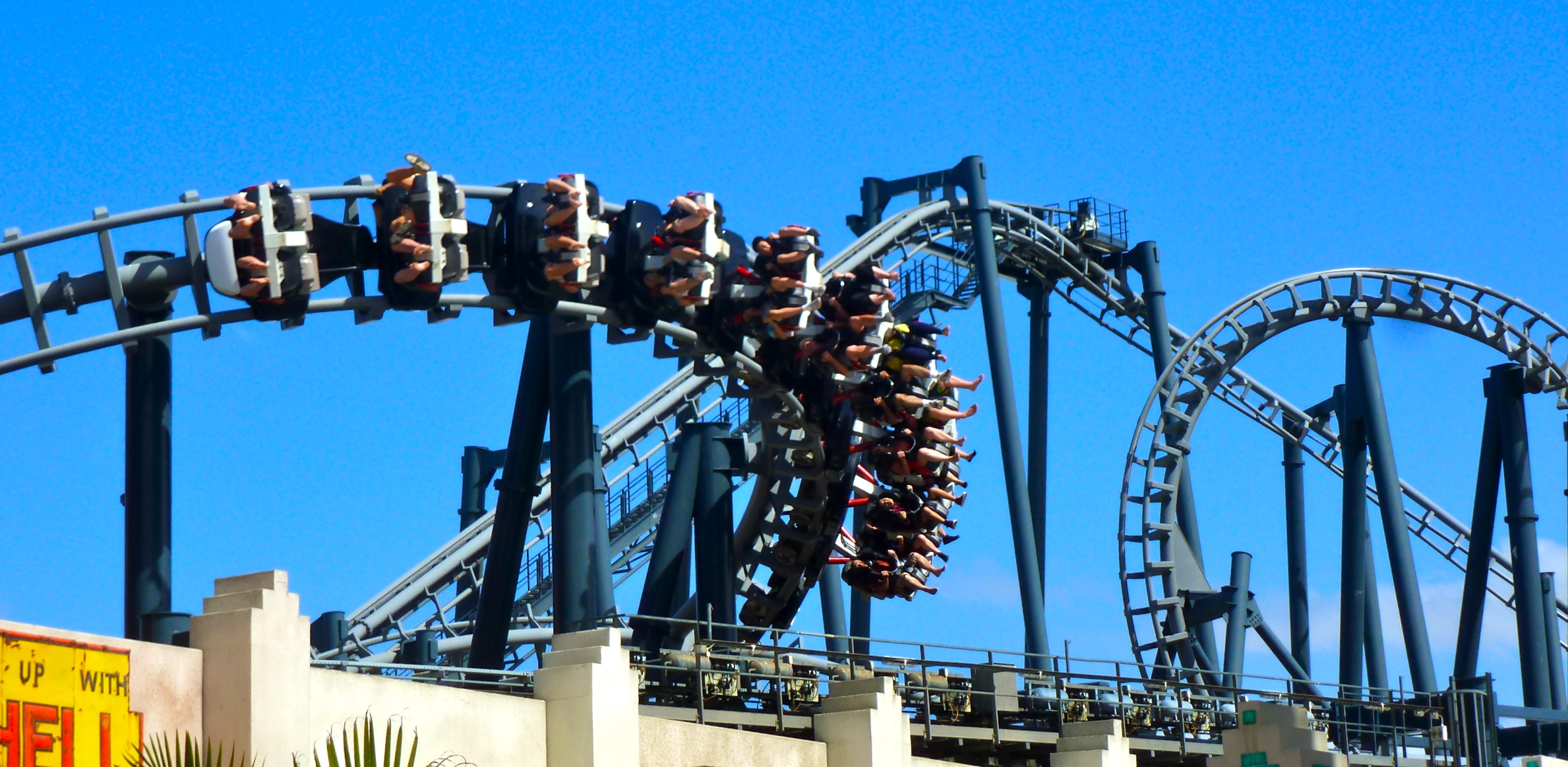
Arkham Asylum – Shock Therapy

### Les autres attractions
- Batman Adventure – The Ride 2 - Cinéma dynamique de McFadden Systems Inc. (1993)
- Batwing Spaceshot - Space Shot de S&S Worldwide (2006)
- Wild Wild West Falls - Bûches de Hopkins Rides (1998)

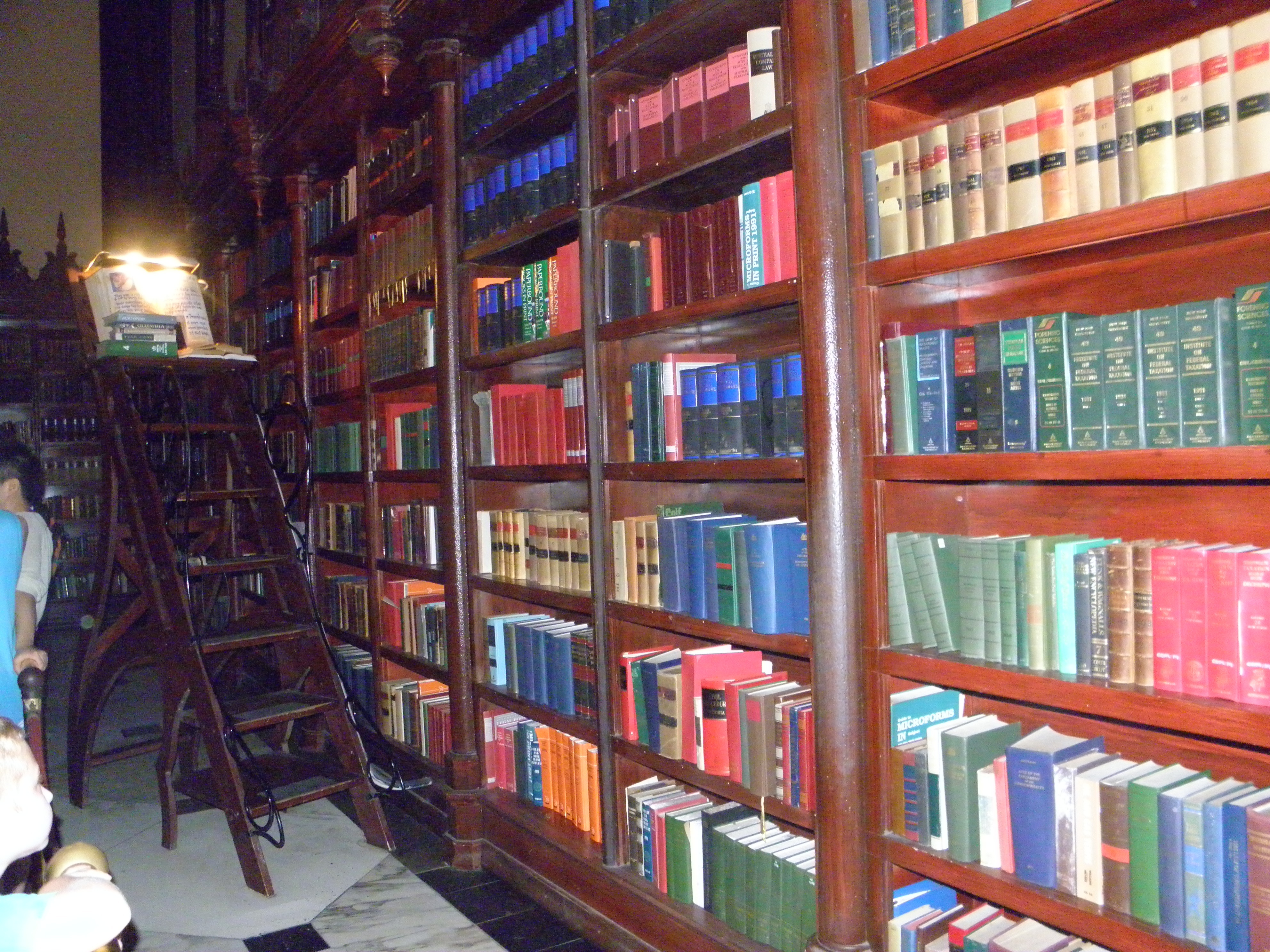
La librairie, 1er préshow de Batman Adventure – The Ride 2.
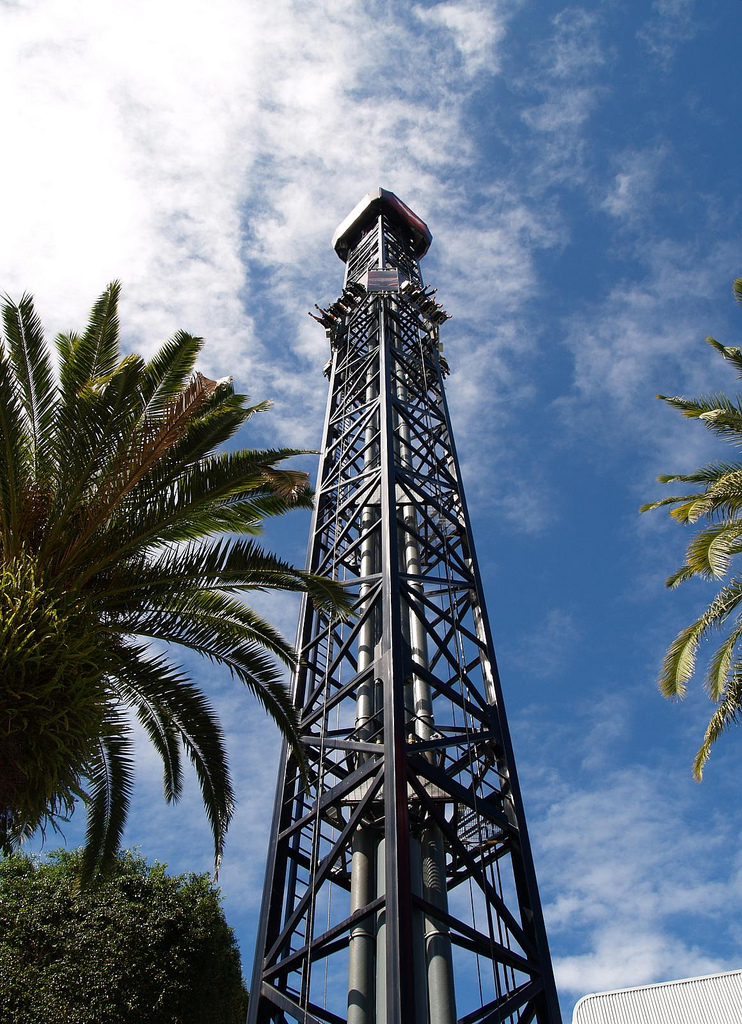
Batwing Spaceshot
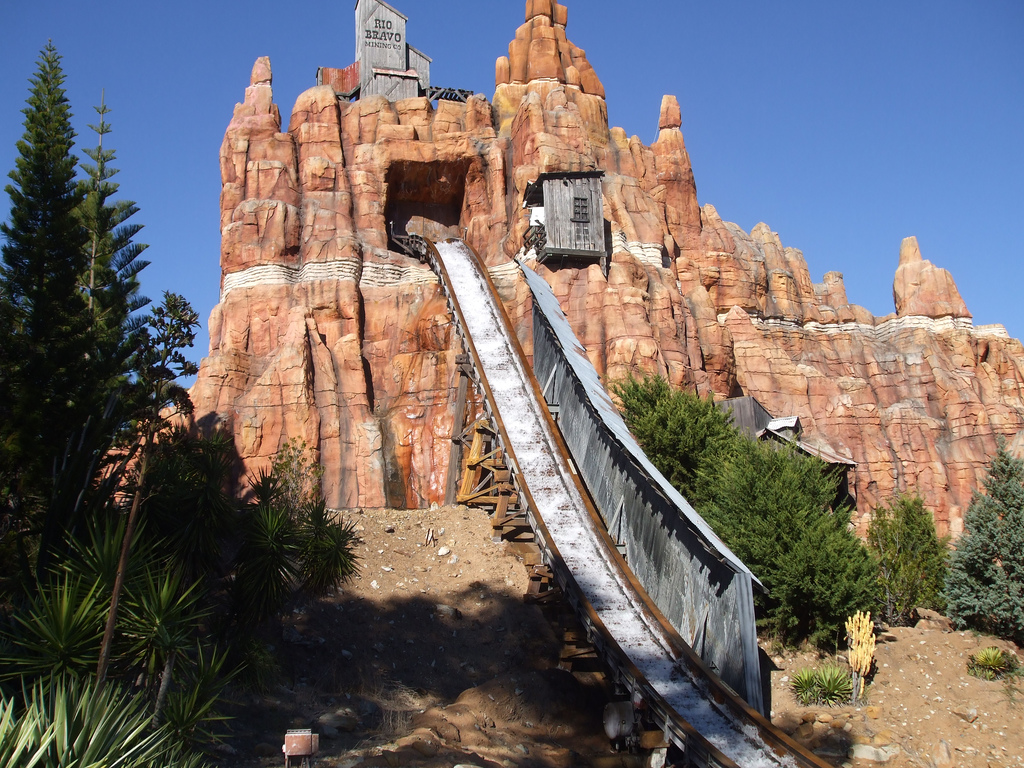
Wild Wild West Falls

## Similitudes entre les parcs Warner Bros
La société Time Warner accorda sa licence à trois parcs nommés à leur ouverture Warner Bros. Movie World en Australie, Warner Bros. Movie World Germany en Allemagne et Warner Bros. Park Madrid en Espagne. Si une date est indiquée en italique, elle désigne l'année du changement de nom.

### Similitudes entreMovie ParketWarner Bros. Movie World Australia
À son ouverture, Movie Park Germany est une copie presque conforme de Warner Bros. Movie World Australia dessiné par C.V Wood. Le parc allemand reproduit presque parfaitement la disposition, les thèmes et les attractions du parc australien. Les seules grandes différences sont les attractions The Never Ending Story (inédit) et Bermuda Triangle: Alien Encounter (reproduction de l'attraction en:Bermuda Triangle (1994 - 2010) du Sea World australien, détenu tout comme Warner Bros. Movie World Australia par Village Roadshow Theme Parks),,,,,.
Attractions:
- Gremlins Invasion (1996 - 2004) est un clone du parcours scénique The Great Gremlins Adventure (1991 - 2001) situé exactement sur le même emplacement. Ces parcours scéniques sont tous deux remplacés par des montagnes russes familiales intérieures au thème horrifique. Van Helsing's Factory (2011) du constructeur Gerstlauer ouvre en Allemagne alors que en:Scooby-Doo Spooky Coaster (2002), une Wild Mouse du constructeur Mack Rides, ouvre en Australie. De plus, Tom & Jerry's Mouse in the House (2000 - 2004), wild mouse du constructeur Mack Rides ouvre en Allemagne.
- Movie Magic - Voyager to Mars (1996 - 2010) est un clone de en:Movie Magic Special Effects Show (1991 - 2005) situé exactement sur le même emplacement.
- Police Academy Stunt Show (1996 - 2004) est un clone du en:Police Academy Stunt Show (1991 – 2008) situé exactement sur le même emplacement.
- Roxy Theater (1996) est un clone du Roxy Theatre (1997) avec à l'affiche en:Marvin the Martian in the 3rd Dimension (1996 - 2004 et 1997 - 2004) et ensuite Shrek 4-D (2008 - 2011 et 2005 - 2010) situé exactement sur le même emplacement. Entre 2005 et 2007, Roxy Theater diffuse en:SpongeBob SquarePants 4-D comme le Sea World australien depuis 2011. Celui-ci et Warner Bros. Movie World Australia sont détenus par Village Roadshow Theme Parks.
- The Maverick Show (1996 - ?) est un clone du Maverick Illusion Show (1995 – 2001) situé exactement sur le même emplacement.
- Looney Tunes Studio Tour (1996 - 2004) est un clone de en:Looney Tunes River Ride (1991 – 2011) situé exactement sur le même emplacement.
- Speedy Gonzales Taxi (1996 - 2004 - 2007) est un parcours de karting junior situé dans Looney Tunes Land, clone de Speedy Gonzales Tijuana Taxis (1991), situé dans en:Looney Tunes Village.
- Des parades ont lieu dans les deux parcs depuis leur ouverture. Celles-ci ont évolué avec le temps et ont vu ou voient défiler : The Blues Brothers, la Panthère rose, les Men In Black, Bonnie & Clyde, Marilyn Monroe, les Looney tunes, Shrek, les personnages Nickelodeon en Allemagne. Et Marilyn Monroe, Batman, Scooby-Doo, les Looney tunes, Shrek en Australie.
- Batman Adventure (1996 - 2004) situé à côté du spectacle de cascades est un clone de en:Batman Adventure - The Ride (1993 – 2001) situé à côté de l'entrée.
- Lethal Weapon Pursuit (1996 - 2004 - 2006) est un parcours de montagnes russes d'Intamin basé sur les mêmes films que en:Lethal Weapon – The Ride (1995), parcours de montagnes russes inversées de Vekoma modèle SLC 765 situé exactement sur le même emplacement. En Allemagne, Eraser est un parcours de montagnes russes inversées de Vekoma modèle SLC 689 qui ouvre en 2001 derrière l'emplacement de Lethal Weapon Pursuit.
- Tweety & Sylvester jr. Chase (1996 - 2004 - 2007) est un manège avions, clone de Tweety & Sylvester Carousel (1997), situés tous deux dans le quartier des Looney Tunes.
- Ram Jam (1996 - 2004) sont des autos-tamponneuses junior, tout comme Taz Hollywood Cars (1997), situé exactement sur le même emplacement.
- Coyote's & Roadrunner's Achterbahn (1996 - 2004) est un parcours de montagnes russes junior de Vekoma situé à côté de l'entrée de Looney Tunes Land. En Australie, en:Road Runner Rollercoaster (2000) est un parcours de montagnes russes junior de Vekoma situé au fond de en:Looney Tunes Village.
- Looney Tunes Carousel (1996 - 2004 - 2007) est un carrousel, clone de Looney Tunes Carousel (2007), situés tous deux dans le quartier des Looney Tunes.
- Tweety's & Sylvester's Treehouse (2004 - 2004) est une tour de chute junior, clone de Sylvester's Pounce 'n' Bounce (2007), situés tous deux dans le quartier des Looney Tunes.
- The Wild Wild West (1999 - 2004) est un parcours de montagnes russes en bois basé sur le même film que en:Wild Wild West (1998), parcours de bûches situé exactement sur le même emplacement.